# 14877 Цауберфлете
14877 Цауберфлете (14877 Zauberflöte) — астероїд головного поясу, відкритий 19 листопада 1990 року.
Тіссеранів параметр щодо Юпітера — 3,200.
Названо на честь опери Чарівна флейта (нім. Die Zauberflöte) Вольфґанґа Амадея Моцарта.